# Ливийская митрополия
Ливи́йская митропо́лия (ранее Триполийская митрополия, греч. Ιερά Μητρόπολη Τριπόλεως) — епархия Александрийской Православной Церкви с кафедрой в городе Триполи, Ливия. Юрисдикция митрополии распространяется на территорию всей Ливии. Кафедральный собор — Георгиевский в Триполи.
Архиерейский титул: митрополит Триполийский, ипертим и экзарх Ливии.

## История
Триполийская епархия была учреждена патриаршим и синодальным указом Александрийской Православной Церкви в 1866 году.
27 ноября 1958 года Триполийская митрополия была упразднена, а её территория присоединена к Карфагенской митрополии.
27 октября 2004 года решением Священного Синода Триполийская митрополия была вновь восстановлена в границах Ливии, а также мухафазы Матрух в Египте с присвоением возглавляющему её епископу титула «митрополит Триполийский, ипертим и экзарх Ливии».
С лета 2011 года в связи с началом «арабской весны» церковь св. великомученика Георгия, которая является кафедральным собором Триполийской митрополии, неоднократно подвергается нападениям со стороны экстремистов.
15 февраля 2024 года решением Священного Синода Александрийской православной церкви переименована в Ливийскую митрополию.

## Архипастыри
- Самуил (Капасулис) (до 1710)
- Матфей Псалт (1730-е)
- Афанасий (1783—1791)[6]
- Афанасий (март 1856 — 5 июня 1867)[7]
- Феофан (январь 1867 — 11 февраля 1873)[8]
- Игнатий (Факириадис) (14 февраля 1884 — 17 апреля 1899)
- Феофан (Мосхонас) (1 сентября 1899 — 27 января 1954)
- Феофилакт (Дзумеркас) (27 октября 2004 — 15 февраля 2024)
- Геннадий (Стандзиос) (с 15 февраля 2024)